# Jean Gutweninger
Jean Gutweninger (Suiza, 13 de noviembre de 1892-11 de julio de 1979) fue un gimnasta artístico suizo, doble subcampeón olímpico en París 1924.

## Carrera deportiva
En las Olimpiadas de París 1924 gana el bronce en el concurso por equipos —tras los italianos y franceses—, plata en barra horizontal —tras el yugoslavo Leon Štukelj— y plata en caballo con arcos, tras su compatriota el suizo Josef Wilhelm.